# Xenon 2: Megablast
Xenon 2: Megablast är ett shoot 'em up-spel från 1989 ursprungligen utvecklat till Amiga och Atari ST, och senare porterat till PC, Sega Master System, Sega Mega Drive, Acorn Archimedes och Game Boy. Spelet, som är en uppföljare till Xenon, designades av Bitmap Brothers.
Första delen innehåller främst bioorganiska fiender, andra delen mekaniska.

## Handling
Efter Xenites' nederlag i den galaktiska konflikten som utspelade sig i det första spelet, återvänder de för att placera ut fyra bomber i tid och rum. På varje nivå skall största djuret förstöras, annars utlöses bomben.